# Monodgnathia poteriophora
Monodgnathia poteriophora är en kräftdjursart som först beskrevs av Théodore Monod1926.  Monodgnathia poteriophora ingår i släktet Monodgnathia och familjen Gnathiidae. Inga underarter finns listade i Catalogue of Life.